# Arthur Edward Kennedy
Pour les articles homonymes, voir Arthur Kennedy et Kennedy.
Sir Arthur Edward Kennedy (5 avril 1809 - 3 juin 1883 à bord du navire Orient, près d'Aden, en Mer Rouge) est un administrateur colonial britannique.

## Distinctions
- Ordre de Saint-Michel et Saint-Georges Chevalier Grand-croix (GCMC) en 1881.
- Ordre du Bain Compagnon (CB) en 1862.